# Time Loves a Hero
Time Loves a Hero är ett musikalbum av Little Feat som utgavs 1977 av skivbolaget Warner Bros. Records. Detta var gruppens sjätte studioalbum. På det föregående albumet The Last Record Album hade gruppen på allvar börjat utforska jazzfusion, något de fortsatte med på denna skiva. Den långa kompositionen "Day at the Dog Races" är ett exempel på detta. Sångaren Lowell George var den gruppmedlem som minst gillade denna nya musikaliska inriktning och hans bidrag till albumet är ganska marginella. Skivan kom att bli en av gruppens populäraste och sålde bra både i Nordamerika och Europa.

## Låtlista
(upphovsman inom parentes)
1. "Hi Roller" (Paul Barrère) – 3:35
2. "Time Loves a Hero" (Barrère, Kenny Gradney, Bill Payne) – 3:47
3. "Rocket in My Pocket" (Lowell George) – 3:25
4. "Day at the Dog Races" (instrumental) (Barrère, Sam Clayton, Gradney, Richie Hayward, Payne) – 6:27
5. "Old Folks Boogie" (Barrère, Gabriel Barrère) – 3:31
6. "Red Streamliner" (Payne, Fran Tate) – 4:44
7. "New Delhi Freight Train" (Terry Allen) – 3:42
8. "Keepin' Up with the Joneses" (Barrère, George) – 3:51
9. "Missin' You" (Barrère) – 2:21

## Listplaceringar
- Billboard 200, USA: #34[1]
- UK Albums Chart, Storbritannien: #8[2]
- Topplistan, Sverige: #31[3]